# 离线阅读
离线阅读指的是将网络上的电子邮件、新闻组消息、网页下载到本地计算机，以期在计算机离线——也就是没有连接到互联网——的时候使用这些内容的行为。离线浏览对使用移动式计算机和用调制解调器拨号的用户特别有用。

## 分类

### 网站镜像软件
网站镜像软件（英語：Website mirroring software）可以将整个网站备份到用户的硬盘，从而进行离线浏览。其结果是，下载下来的副本成了原网站的一个镜像。
可以用诸如Wget之类的網路蜘蛛来创建这种“网络地图”。

### 离线电子邮件阅读器
离线电子邮件阅读器是用来离线阅读电子邮件或者其他类似信息（例如BBS上的信息）的计算机程序。程序只需要用很少的时间和储存了信息的服务器通讯，因为服务器已经把许多的信息打包成了一个供用户下载的压缩文件，用户只要一下载完就可以退出了。然后用户可以在本地离线阅读这些信息，用户的做出的回覆和服务器上的新信息将在下一次和服务器联机时互相交换。
许多电子邮件系统，例如互联网上最最常用的POP、IMAP，它们是天生在线的。绝大多数面向最终用户的邮件程序，例如Outlook Express和Mozilla Thunderbird，即便主要是为在线使用而设计的，也可用于离线。不过有些邮件程序，例如Juno Online Services主要是为离线使用而设计的。
通常那些原本设计时不包含在线系统的才被认为是离线阅读器，特别是针对BBS的阅读器，因为在那个时候网络常常不稳定，还得考虑上网费的问题。大型网络，例如FidoNet的用户，都经常使用离线邮件阅读器；阅读互联网上的Usenet信息的人也常常使用离线邮件阅读器，尽管互联网也是在线系统。FidoNet BBS最常用的两种格式是Blue Wave和QWK，此外知名度稍逊的还有Silver Xpress的 OPX, XRS, OMEM, SOUP and ZipMail。

## 离线浏览软件列表
| Name               | Publisher                            | License        |        |
| ------------------ | ------------------------------------ | -------------- | ------ |
| BackStreet Browser | Spadix software                      | 共享软件       | [ 1 ]  |
| PageNest           | pagenest.com                         | 免费或付费软件 | [ 2 ]  |
| HTTrack            | HTTrack.com                          | 自由软件       | [ 3 ]  |
| Offline Explorer   | MetaProducts                         | 共享软件       | [ 4 ]  |
| Offline Browser    | MetaProducts                         | 共享软件       | [ 5 ]  |
| ScrapBook          | Mozilla Add-ons                      | 免费软件       | [ 6 ]  |
| Teleport           | Tennyson Maxwell Information Systems | 共享软件       | [ 7 ]  |
| WebCopier          | Maximumsoft                          | 共享软件       | [ 8 ]  |
| Xaldon WebSpider   | Xaldon Technologies                  | 免费软件       | [ 9 ]  |
| NCollector Studio  | Calluna Software                     | 共享软件       | [ 10 ] |

## 脚注
1. ↑  . Spadixbd.com. 2011-01-24  [2012-07-07]. （原始内容存档于2021-04-21）.
2. ↑  . Pagenest.com. 2007-01-15  [2012-07-07]. （原始内容存档于2012-07-10）.
3. ↑  . Httrack.com. 2012-06-23  [2012-07-07]. （原始内容存档于2021-04-29）.
4. ↑  . Metaproducts.com. 1999-03-26  [2012-07-07]. （原始内容存档于2012-07-05）.
5. ↑  . Metaproducts.com. 1999-03-26  [2012-07-07]. （原始内容存档于2012-07-04）.
6. ↑  by Gomita. . Addons.mozilla.org. 2012-04-03  [2012-07-07]. （原始内容存档于2012-05-01）.
7. ↑  . Tenmax.com. 2012-06-27  [2012-07-07]. （原始内容存档于2021-04-14）.
8. ↑  . Maximumsoft.com.   [2012-07-07]. （原始内容存档于2007-07-03）.
9. ↑  . Xaldon.de.   [2012-07-07]. （原始内容存档于2012-06-16）.
10. ↑  . calluna-software.com.   [2012-08-01]. （原始内容存档于2021-01-26）.